# Kunbir laboissierei
Kunbir laboissierei là một loài bọ cánh cứng trong họ Cerambycidae.